# سیمرانجیت سینگ
سیمرانجیت سینگ (انگلیسی: Simranjeet Singh؛ زادهٔ ۲۷ دسامبر ۱۹۹۶) بازیکن هاکی روی چمن اهل هند است.